# 八重山神社
八重山神社（やえやまじんじゃ）は、島根県雲南市にある神社である。須佐之男命の伝説があり、牛馬の守護神として崇敬される。

## 祭神
- 伊邪那美命
- 天照大神
- 速玉之男命
- 予母津事解男命
- 神大市比売命
- 大山祇神
- 大歳御祖神[3]

## 歴史
社伝によると、神代、健速須之男命が簸の川で八股蛇を退治した後、「鷲尾の猛」という魔神が八重山の岩窟に住み、金鶏にまたがって飛び回って住民を苦しめていることを知ると、八重山を登って退治したという。その後、二度と魔神が住み着かないように岩窟に母神伊邪那美命、姉神天照皇大神を祀られ須佐に行幸されたのが祭祀のはじめとされている。
永禄12年（1569年）に毛利元就が雲州に攻め入ったとき、多賀山通定が赤名の瀬戸山城において八重山神社をはじめ出雲の神社や寺院の由来について進講した。江戸時代に入ると、松江藩主松平直政は領内の神社の修復に力をいれた。この神社についても、直政の枕辺に立った神が社の修復を訴えたため、直政は村吏に命じて社の所在地を探させ修復させたと伝えられている。
その後も、「一社一例国主守護之社」とされ、松江藩・広瀬藩の祈願社として崇拝された。一方で、藩との関係が深いがゆえに、氏子を持たなかったため困窮し、天保2年（1831年）には牛馬市の興業を願い出て、以後、牛馬の守護神として信仰されるようになった。
現存する社殿は、享保19年（1734年）に再建されたものである。

## 信仰
出雲郷から安芸・周防への街道筋にある八重山神社は、牛馬の神様として信仰を集めている。
7冠馬として名高いシンボリルドルフの馬主も八重山神社の信者の一人であった。

## 施設
八重滝近くに位置する。急峻な石段を登っていくと随身門が見え、その前に阿吽の狛犬が鎮座する。随身門の隋神像と狛犬は、「石見銀山遺跡とその文化的景観」の一部として世界遺産に登録された羅漢寺五百羅漢と同じく、坪内平七郎利忠の作である。さらに坂道と急峻な石段を登ると岩壁の窪みに社殿がある。

## 社宝
- 吉成城重鎮・大家信濃守の鎧兜　正平6年（1351年）銘
- 随神像狛犬　坪内平七郎利忠作　正徳3年（1713年）入間田部家寄進　現存する福光石製狛犬では最古のもの
- 金鶏　作者寄進者ともに不明

## 祭日
例大祭：4月13日、豊饒祭：9月13日、月並祭：月13日